# Lijst van golfers uit België
Op deze lijst van golfers uit België staan vooral spelers die internationaal hebben gespeeld of die van belang zijn voor de geschiedenis van de golfsport.

## Professionals
| A - Alain Anthonissen B - Arnaud Beaupain C - Jan Cleenewerck - Nicolas Colsaerts D - Célestine De Vos - Gauthier d'Hollander - Mathieu De Lille - Quentin De Valensart - Didier De Vooght - Friso den Boer - Florence Descampe - Thomas Detry - Frank Dhondt - Christian Ditlefsen F - Jordan Frenay G - Thierry Goossens - Filip Goovaerts - Gerald Gresse H - Michiel Hermans - Gauthier d'Hollander | I - Francesco Isola J - Hugues Joannes K - Toon Keteleer L - Arnaud Langenaeken - Dave Lebrasseur M - Tanguy Marionex - Christopher Mivis - Gilles Monville - Chris Morton N - François Nicolas P - Thomas Pieters - Tim Planchin R - Jean Relecom - Pierre Relecom - Laurent Richard - Paul Rolin S - Ellen Smets - Donald Swaelens | T - Lara Tadiotto - Yuri Tadiotto - Jérôme Theunis - Maxime Theunis - Bénédicte Toumpsin - Philippe Toussaint V - Fabien Van Damme - Flory Van Donck - Cédric Van Wassenhove - Dany Vanbegin - Raphaël Vanbegin - Nicolas Vanhootegem - Michel Vanmeerbeek - Olivier Van Raefelgem - Véronique Verhaegen W - Guillaume Watremez - Thibault Werbrouck - Lien Willems - Manoël Willems |

## Amateurs
Stand mei 2012:
- Matthias Boenmans
- Fanny Cnops
- Manon De Roey
- Xavier Feyaerts
- Kevin Hesbois
- Thomas Detry
- Lauren Van Gerven
- Nick Ver Elst

## Order of Merit
- 2006: Manoël Willems
- 2007: Tim Planchin
- 2008: Laurent Richard
- 2009: Didier De Vooght
- 2010: Laurent Richard
- 2011: Gilles Monville

## Internationale ranking
- 2008: Nicolas Vanhootegem
- 2009: Nicolas Colsaerts
- 2010: ...
- 2011: Nicolas Colsaerts

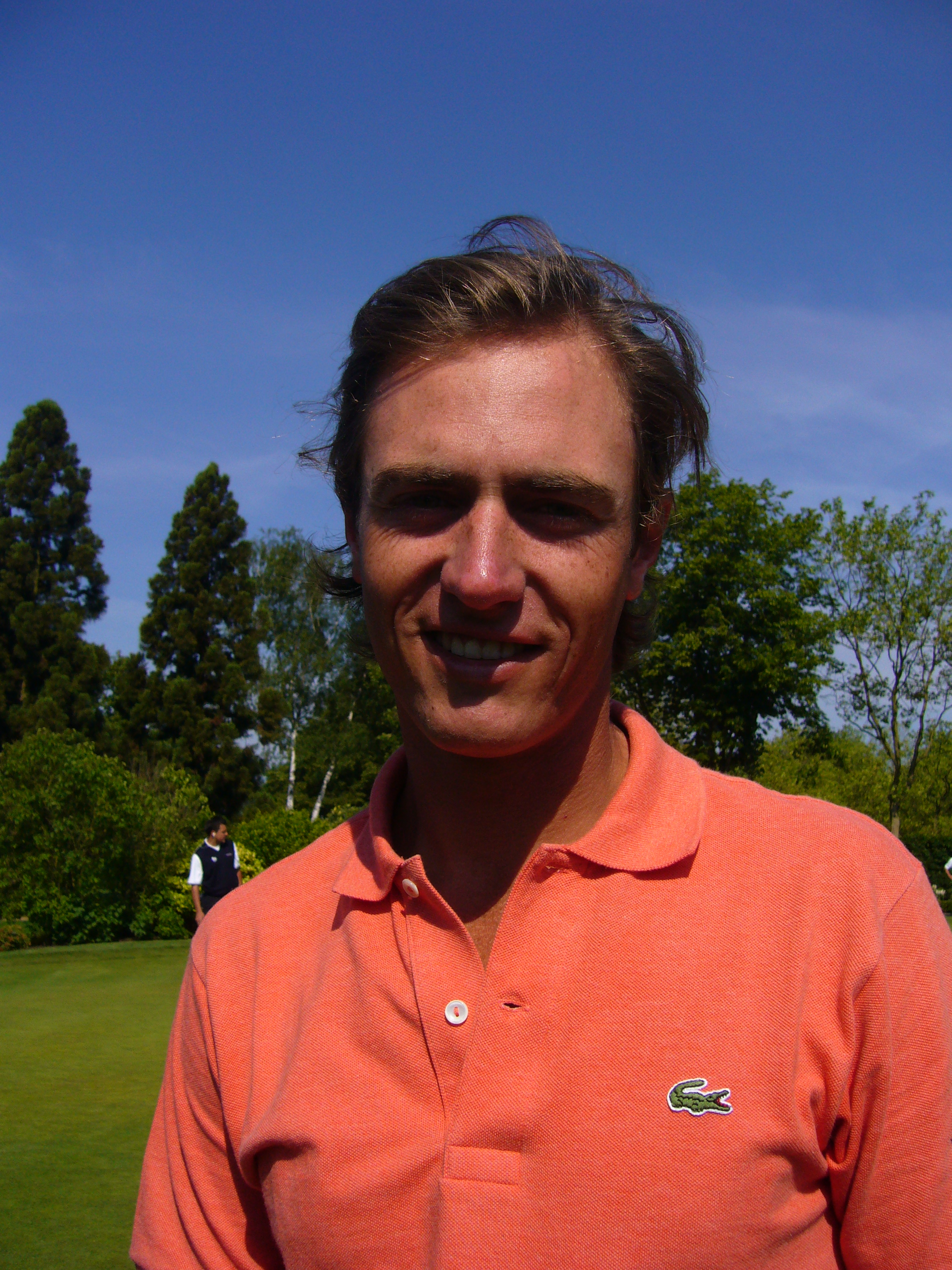
Nicolas Colsaerts
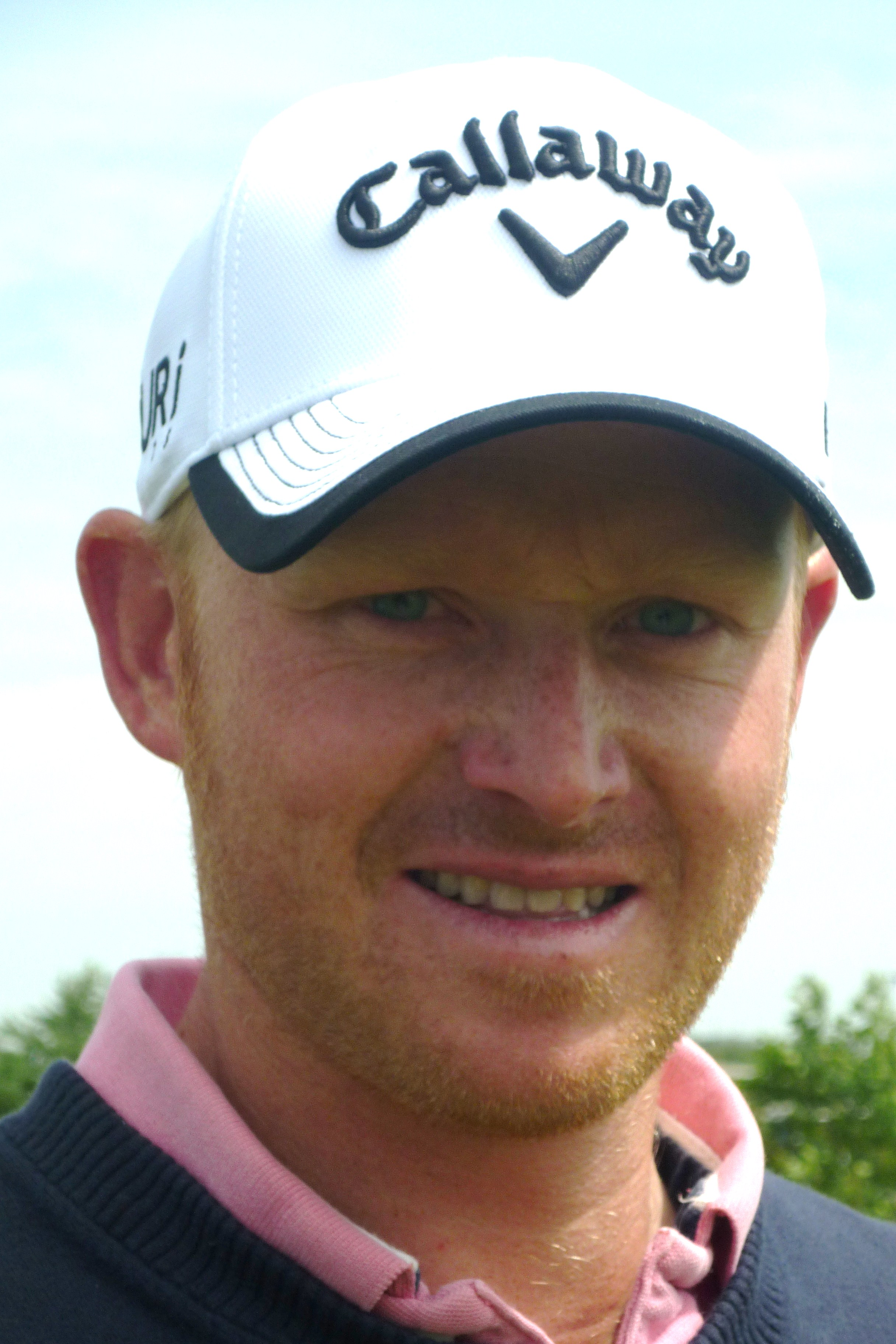
Mathieu De Lille
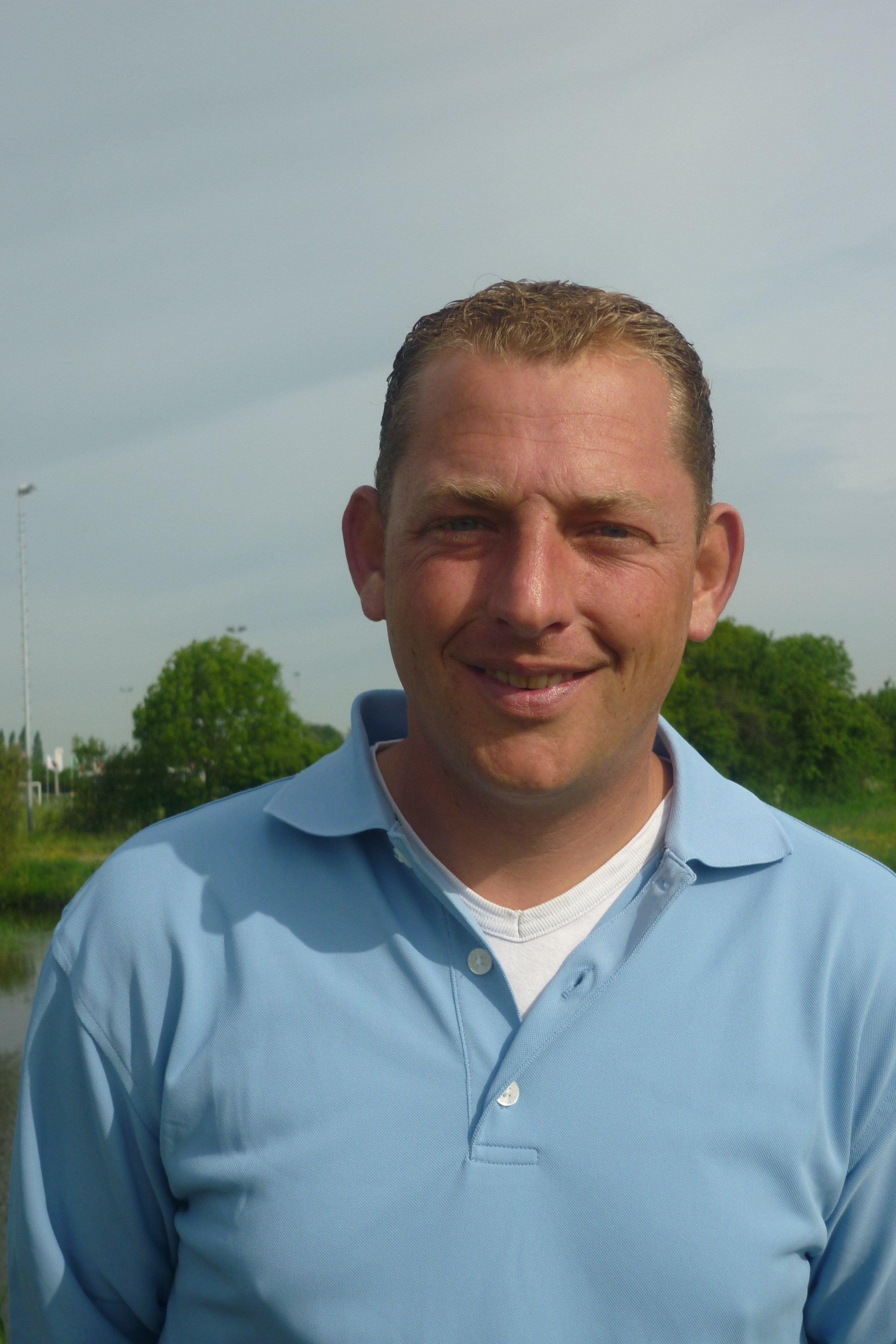
Frank Dhondt
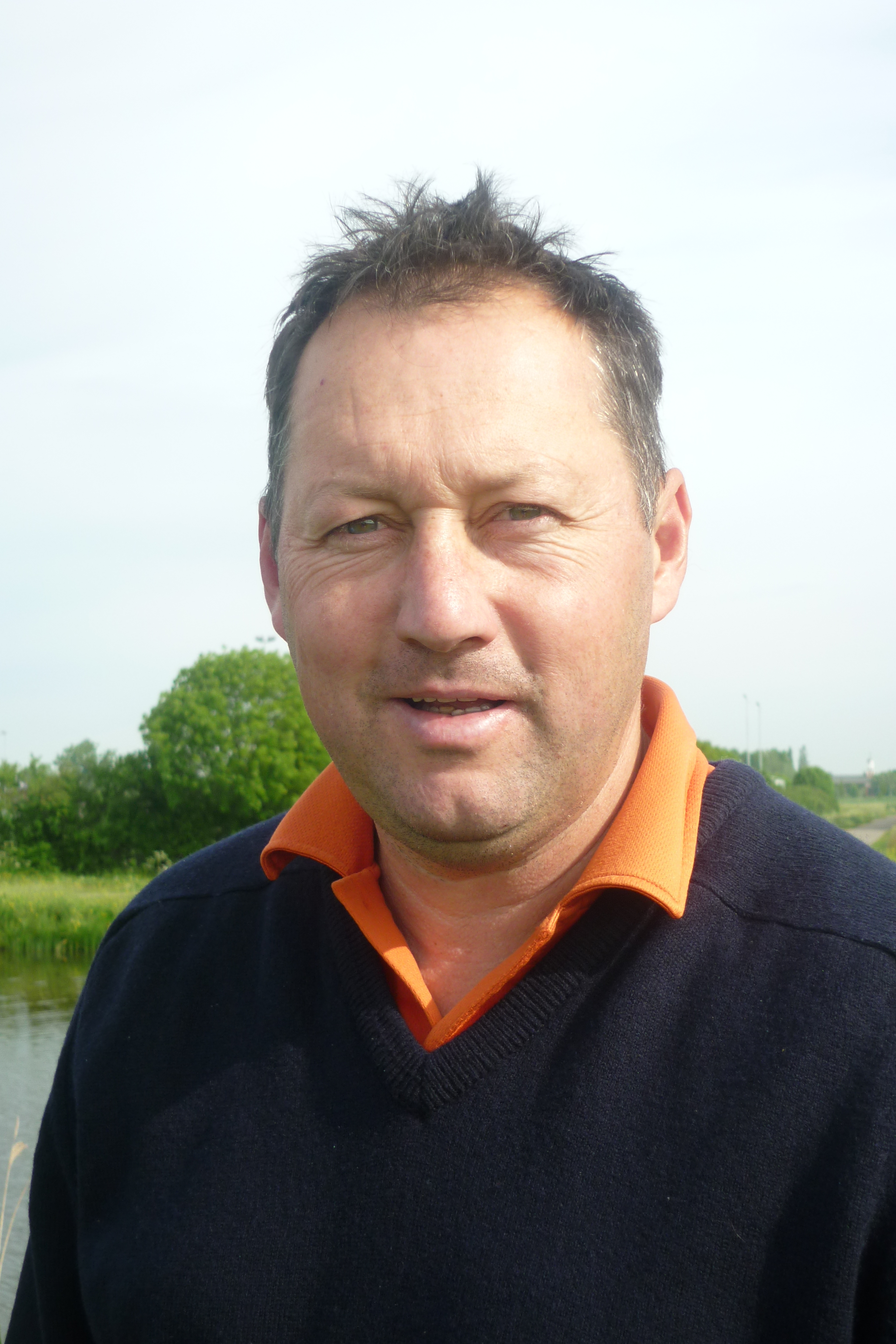
Dave Lebrasseur
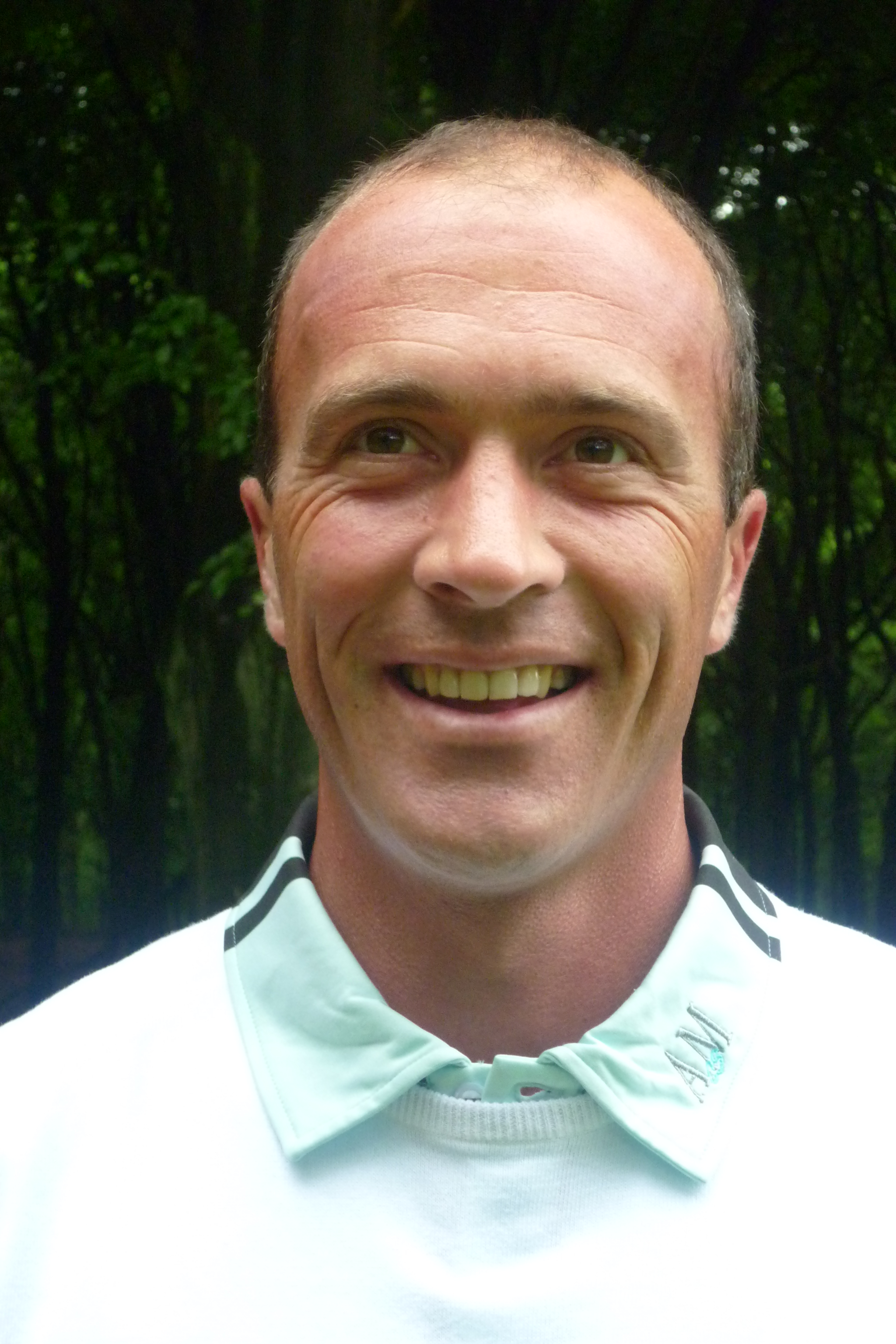
Laurent Richard
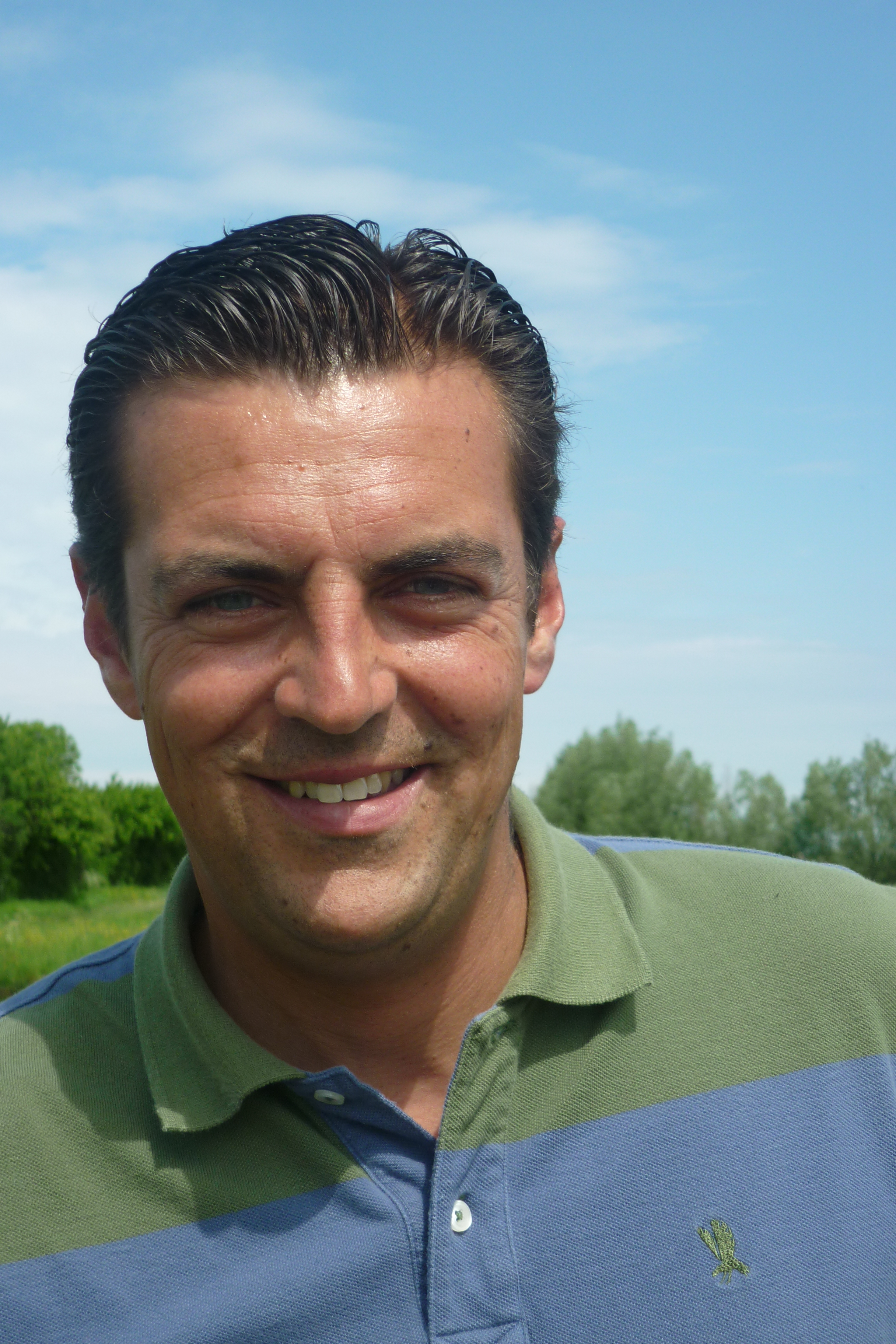
Raphaël Vanbegin
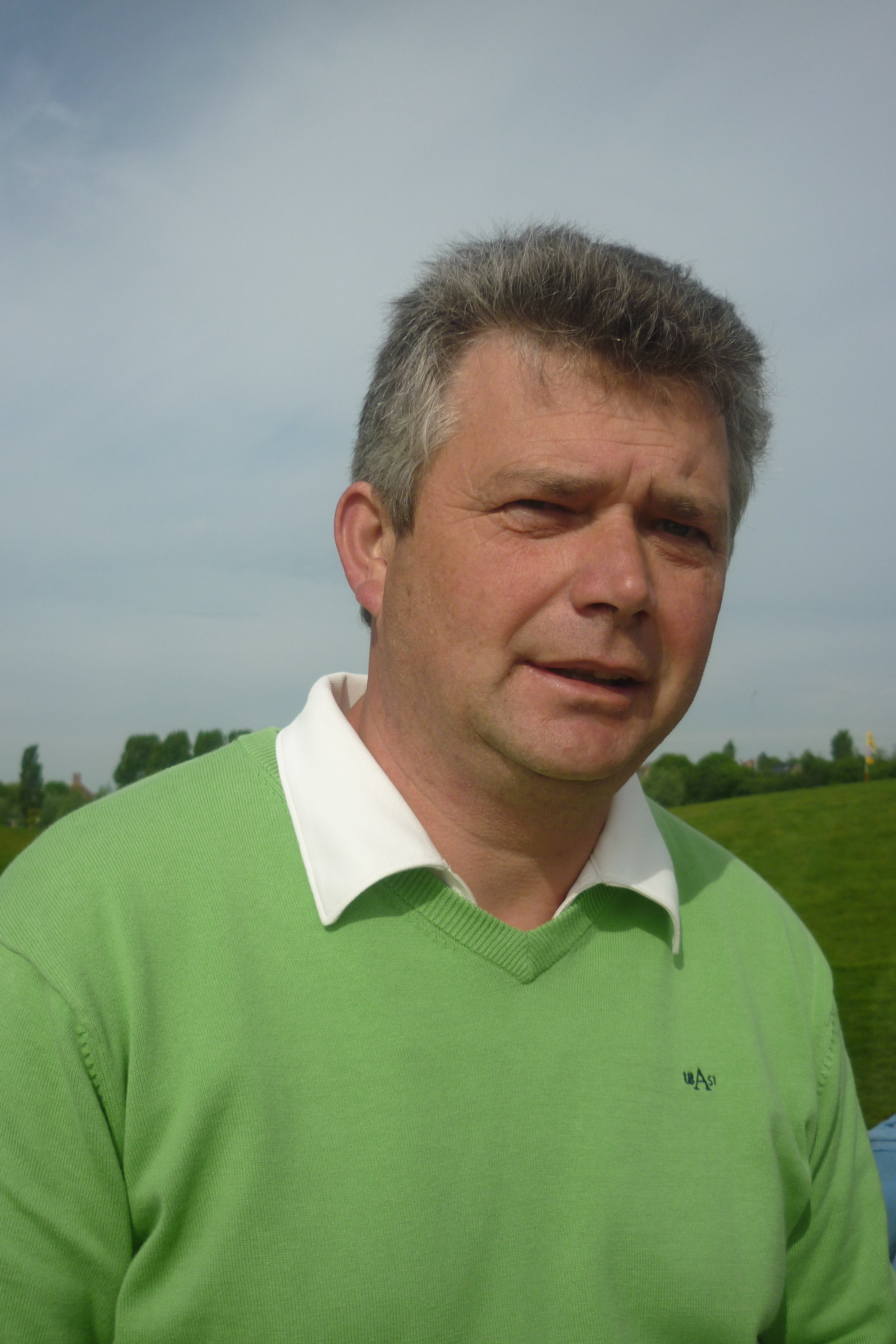
Fabien Van Damme